# Haunts

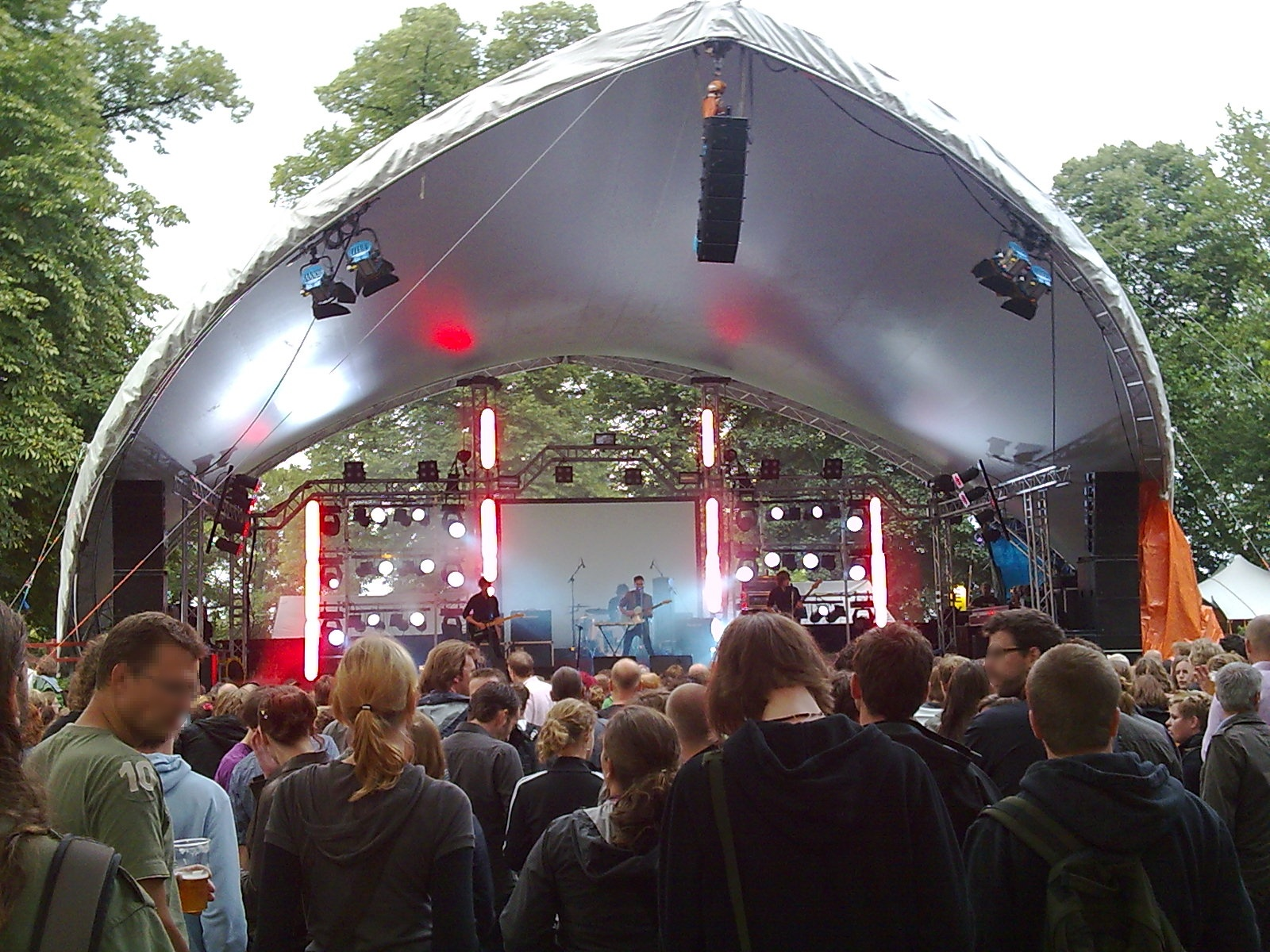
Haunts tijdens de-Affaire 2009 in Nijmegen.

Haunts is een Britse newwaveband die werd opgericht in 2006. In de muziek van het Noord-Londense viertal zijn onder meer invloeden te horen van punk, glamrock, postpunk, noise en indie.
Het debuutalbum van de band, getiteld "Haunts", verscheen in november 2008 via Black Records. Haunts verzorgde het voorprogramma tijdens de tour van White Lies in 2009.